# 富維耶山鐵塔

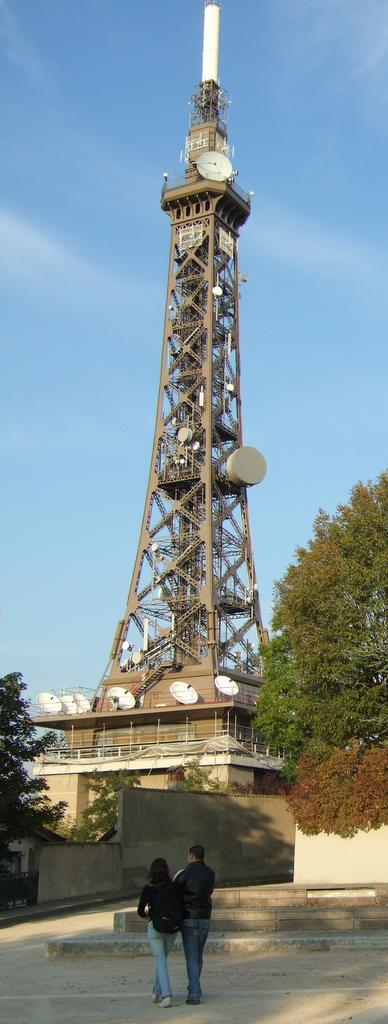
富維耶山鐵塔

富維耶山鐵塔（法語：Tour métallique de Fourvière) 是法國城市里昂的一座建築，是里昂的地標之一。雖然外觀類似埃菲爾鐵塔，但比埃菲爾鐵塔晚建成五年。富維耶山鐵塔修建於1892年至1894年期間，高85.9米，重210噸。